# Navekimisal Hanım
Navekmisal Hanımefendi (en turco otomano: ناوك مثال خانم‎ ; "Coqueta" o ''Juguetona'', 1838 - 5 de agosto de 1854), conocida también como Navekvisal, fue la decimosexta esposa del sultán Abdülmecit I del Imperio Otomano.

## Nombre
El autor de memorias turco Harun Achba en su libro "Las esposas de los sultanes: 1839-1924" da dos versiones del nombre: "Navek-i Visal" ( tur. Navek-i Visal ) y "Navekmisal" ( tur. Navekmisal ); señala que en los documentos oficiales almacenados en los archivos otomanos, se llama "Navek-i Visal", pero en las obras históricas se indica como "Navekmisal"  . El historiador Anthony Alderson en su obra “La estructura de la dinastía otomana”, el historiador otomano Sürey Mehmed Bey en el “Registro de los otomanos”, los historiadores turcos Necdet Sakaoglu en el libro “Los sultanes de esta propiedad” y Çağatay Uluçay en su trabajo "Las esposas e hijas de los sultanes" la llaman "Navekmisal" ( tur. Navekmisal ).

## Primeros Años
Según Harun Achba, Navekmisal nació en 1827 en el norte del Cáucaso, mientras que Sureya Mehmed Bey llama a 1828 su año de nacimiento. Achba escribe que los padres de la niña eran el príncipe Abaza Rustem Bey Biberd y su esposa Fatma Hanim Kizilbek. Tenía una hermana, Susidilara Hanim.

## Vida en el Harén
A una edad temprana, Navekmisal fue entregada al palacio del sultán bajo el cuidado de su tía materna la princesa Keşfiraz Hanim quien fue tutora de Refia Sultan. Por esta razón, Navekmisal y su hermana fueron enviadas a vivir con ella en Constantinopla. Navekmisal creció como una joven dama en el harén imperial. Gracias a que su tía trabajaba en el harén recibió una buena educación y prontamente llamo la atención de Bezmiâlem Sultan, la madre del soberano, y gracias a ella, la niña se convirtió en la esposa del Sultán Abdülmecit en 1848. Achba escribe que Navekmisal llevaba el título del cuarto ikbal, pero Sakaoglu y Uluchay señalan que en los documentos relacionados con su muerte, se la llama el quinto ikbal. El matrimonio con el sultán permaneció sin hijos.

## Muerte
Sureya escribe que Navekmisal murió en 1853/1854 y fue enterrado en uno de los mausoleos de la Mezquita Nueva sin especificar un turbe específico. Alderson da el año de la muerte como 1854. Necdet Sakaoglu señala que no se ha conservado información sobre Navekmisal, excepto una entrada en los archivos del Museo del Palacio de Topkapı sobre su muerte: y el quinto Ikbal Navekmisal Hanimefendi fue enterrado en la tumba de la Mezquita Nueva''. Uluchay confirma la versión de Sakaoglu y cree que la tuberculosis podría haber sido la causa de la muerte de Navekmisal. Achba también expresa la versión de la tuberculosis: escribe que, probablemente debido a una enfermedad, el 24 de febrero de 1850, Navekmisal fue trasladada al pabellón de verano de Shemsi Pasha, donde murió el 5 de agosto de 1854. El lugar de enterramiento de Navekmisal, según Achba es el mausoleo de Murad V en la Mezquita Nueva.